# HD 128294
HD 128294 är blåvit jätte i Paradisfågelns stjärnbild..
Stjärnan har visuell magnitud +6,34 och är nätt och jämnt synlig för blotta ögat vid mycket god seeing.